# K League 1995
Die Korean League 1995 war die dreizehnte Spielzeit der höchsten südkoreanischen Fußballliga. Die Liga bestand aus acht Vereinen. Chunnam Dragons und  Jeonbuk Dinos traten in dieser Saison der K League bei, des Weiteren nannte sich die POSCO Atoms in Pohang Atoms um. Sie spielten jeweils viermal gegeneinander. Die Meister der Halbserien spielten in der Meisterschaft gegeneinander.

## Teilnehmende Mannschaften
folgende Mannschaften nahmen an der Korean League 1995 teil:
| Verein           | Ort       | Gründungsjahr | Heimspielstätte          | Vorjahresplatzierung |
| ---------------- | --------- | ------------- | ------------------------ | -------------------- |
| Yukong Elephants | Seoul     | 1982          | Dongdaemun-Stadion       | Vizemeister          |
| LG Cheetahs      | Seoul     | 1983          | Dongdaemun-Stadion       | 5. Platz             |
| Ihlwa Chunma     | Seoul     | 1989          | Dongdaemun-Stadion       | Meister              |
| Pohang Atoms     | Pohang    | 1973          | Steel-Yard-Stadion       | 3. Platz             |
| Daewoo Royals    | Busan     | 1979          | Busan-Gudeok-Stadion     | 6. Platz             |
| Hyundai Horang-i | Ulsan     | 1983          | Ulsan-Gongseol-Stadion   | 4. Platz             |
| Jeonbuk Dinos    | Jeonju    | 1995          | Jeonju-Stadion           | Neu                  |
| Chunnam Dragons  | Gwangyang | 1995          | Gwangyang-Fußballstadion | Neu                  |

## Erste Halbserie
| Pl. | Verein           | Sp. | S  | U | N  | Tore    | Diff. | Punkte |
| --- | ---------------- | --- | -- | - | -- | ------- | ----- | ------ |
| 1.  | Ihlwa Chunma (M) | 14  | 10 | 3 | 1  | 023:800 | +15   | 33     |
| 2.  | Hyundai Horang-i | 14  | 7  | 5 | 2  | 021:100 | +11   | 26     |
| 3.  | Pohang Atoms     | 14  | 7  | 5 | 2  | 018:120 | +6    | 26     |
| 4.  | Daewoo Royals    | 14  | 5  | 3 | 6  | 016:190 | −3    | 18     |
| 5.  | Yukong Elephants | 14  | 4  | 4 | 6  | 014:160 | −2    | 16     |
| 6.  | Chunnam Dragons  | 14  | 4  | 2 | 8  | 019:220 | −3    | 14     |
| 7.  | Jeonbuk Dinos    | 14  | 4  | 0 | 10 | 010:230 | −13   | 12     |
| 8.  | LG Cheetahs      | 14  | 2  | 4 | 8  | 012:230 | −11   | 10     |

| (M) | Amtierender Meister: Ihlwa Chunma |

## Zweite Halbserie
| Pl. | Verein           | Sp. | S | U | N | Tore    | Diff. | Punkte |
| --- | ---------------- | --- | - | - | - | ------- | ----- | ------ |
| 1.  | Pohang Atoms     | 14  | 8 | 5 | 1 | 023:110 | +12   | 29     |
| 2.  | Yukong Elephants | 14  | 5 | 5 | 4 | 014:140 | ±0    | 20     |
| 3.  | Hyundai Horang-i | 14  | 4 | 7 | 3 | 014:110 | +3    | 19     |
| 4.  | Jeonbuk Dinos    | 14  | 5 | 4 | 5 | 017:190 | −2    | 19     |
| 5.  | Chunnam Dragons  | 14  | 4 | 5 | 5 | 018:170 | +1    | 17     |
| 6.  | LG Cheetahs      | 14  | 3 | 6 | 5 | 017:200 | −3    | 15     |
| 7.  | Ihlwa Chunma (M) | 14  | 3 | 6 | 5 | 013:170 | −4    | 15     |
| 8.  | Daewoo Royals    | 14  | 4 | 2 | 8 | 014:210 | −7    | 14     |

| (M) | Amtierender Meister: Ihlwa Chunma |

## Meisterschafts-Play-off
Der Meister der ersten Halbserie spielte gegen den Meister der zweiten Halbserie in einer Play-off-Runde mit Hin- und Rückspiel um die Meisterschaft. Das Hinspiel fand am 5. November 1995 und das Rückspiel fand am 11. November 1995 statt. Der Sieger nahm an der Qualifikation zur Asian Club Championship 1996 teil.
|              | Gesamt |              | Hinspiel | Rückspiel |
| ------------ | ------ | ------------ | -------- | --------- |
| Ihlwa Chunma | 4:4    | Pohang Atoms | 1:1      | 3:3       |

Da es nach dem Rückspiel keinen Sieger gab, fand ein dritt Spiel am 19. November 1995 statt.
|              | Ergebnis |              |
| ------------ | -------- | ------------ |
| Ihlwa Chunma | 1:0      | Pohang Atoms |